# جیک کارول
جیک کارول (انگلیسی: Jake Carroll؛ زادهٔ ۱۱ اوت ۱۹۹۱) بازیکن فوتبال اهل جمهوری ایرلند است.
از باشگاه‌هایی که در آن بازی کرده‌است می‌توان به باشگاه فوتبال بری، باشگاه فوتبال هادرزفیلد تاون، باشگاه فوتبال سنت پاتریک اتلتیک، باشگاه فوتبال پاتریک تیسل، و باشگاه فوتبال هارتل پول یونایتد اشاره کرد.
وی همچنین در تیم ملی فوتبال جمهوری ایرلند بازی کرده‌است.